# Jazīrat ar Rafīq
Jazīrat ar Rafīq är en ö i Förenade Arabemiraten.   Den ligger i emiratet Abu Dhabi, i den centrala delen av landet, 40 kilometer sydväst om huvudstaden Abu Dhabi. Arean är 30 kvadratkilometer.
Terrängen på Jazīrat ar Rafīq är mycket platt. Öns högsta punkt är 16 meter över havet. Den sträcker sig 5,7 kilometer i nord-sydlig riktning, och 8,9 kilometer i öst-västlig riktning.